# Henry Swinburne
Henry Swinburne (Bristol, 8 luglio 1743 – Trinidad, 1º aprile 1803) è stato uno scrittore e viaggiatore britannico.

## Biografia
Nato in una famiglia cattolica, girò il continente da giovane per trovare la giusta ispirazione per i suoi studi. Studiò a Parigi, Bordeaux e presso l'Accademia Reale di Torino, concentrò i suoi studi per l'arte e l'italiano; dopo il matrimonio in Gran Bretagna, continuò i suoi viaggi con la moglie nonostante il reddito modesto di cui disponeva.